# 長尾章
長尾 章（ながお あきら、1955年2月23日 - ）は、日本の実業家。株式会社ソルクシーズ共同創業者・代表取締役社長、株式会社エクスモーション取締役会長。

## 人物・来歴
東京都出身。1978年青山学院大学理工学部物理学科卒業、中央コンピュータ入社。1983年中村正とシステムインテグレータのトータルシステムコンサルタント設立、取締役。1997年トータルシステムコンサルタント常務取締役。1998年エポックシステムと合併して誕生したソルクシーズの専務取締役に就任。2000年ソルクシーズ専務取締役事業本部長。2004年ソルクシーズ代表取締役専務。2005年ソルクシーズ代表取締役副社長。2006年からはソルクシーズ代表取締役社長として、M&Aやストックビジネスの強化などを進め、2008年からはエクスモーション代表取締役社長も兼務。2013年エクスモーション代表取締役会長。2018年エクスモーション取締役会長。